# Piper Laurie
Piper Laurie, s pravim imenom Rosetta Jacobs, ameriška filmska in televizijska igralka, * 22. januar 1932, Detroit, Michigan, Združene države Amerike, † 14. oktober 2023, Los Angeles, Kalifornija, Združene države Amerike.
Piper Laurie je bila ameriška igralka, ki je bila znana po svojih vlogah v filmih The Hustler (1961), Carrie (1976) in Children of a Lesser God (1986), za katere je prejela nominacije za oskarja. Znana je tudi po vlogi Kirsten Arnesen v izvirni TV produkciji Days of Wine and Roses in Catherine Martell v televizijski seriji Twin Peaks, za katero je leta 1991 prejela zlati globus. Veljala je za eno zadnjih še živečih zvezd zlate dobe hollywoodske kinematografije.

## Zgodnje življenje
Piper Laurie se je rodila kot Rosetta Jacobs v Detroitu v Michiganu kot mlajša od dveh hčera trgovca s pohištvom Alfreda Jacobsa in njegove žene Charlotte Sadie (rojene Alperin) Jacobs. Stari starši po očetovi strani so bili judovski priseljenci iz Poljske, stari starši po materini strani pa judovski priseljenci iz Rusije.
Leta 2011 je izšla njena avtobiografija Learning Live Out Loud, v kateri je zapisala, da se je rodila v enosobni hiši na ulici Tyler Street v Detroitu, kjer je družina živela. Alfred Jacobs se je z družino leta 1938 preselil v Los Angeles v Kaliforniji, kjer je obiskovala hebrejsko šolo. Ker je bila sramežljiva, so ji starši nudili tedenske ure govora, kar je sčasoma vodilo do manjših vlog v bližnjih studiih podjetja Universal Studios.
Mama in babica sta njeno starejšo sestro zaradi astme poslale v sanatorij. Rosetta je šla z njo, da bi ji delala družbo.

## Kariera
Leta 1949 je Rosetta Jacobs podpisala pogodbo z Universal Studios in takrat spremenila svoje ime v Piper Laurie, ki ga je od takrat redno uporabljala. Med igralci, ki jih je spoznala v Universal Studios, so bili James Best, Julie Adams, Tony Curtis in Rock Hudson. Vloga, ki ji je prinesla preboj, je bila v filmu Louisa, kjer je nastopila z Ronaldom Reaganom, s katerim se je dobivala pred njegovo poroko z Nancy Davis. V svoji avtobiografiji je trdila, da je z njim izgubila nedolžnost. Sledilo je več drugih vlog v filmih Francis Goes to the Races (1951, z Donaldom O'Connorjem), Son of Ali Baba (1951, s Tonyjem Curtisom) in Ain't Misbehavin' (1955, z Roryjem Calhounom).
Da bi izboljšali njeno podobo, so pri Universal Studios podali izjavo tračarskim kolumnistom, da se Laurieva za zaščito svoje sijoče kože kopa v mleku in uživa cvetne liste. Ker ji niso ponudili pomembnih filmskih vlog, se je preselila v New York, da bi študirala igro in si poiskala delo na odru in televiziji. Pojavila se je v Twelfth Night v produkciji Hallmark Hall of Fame, Days of Wine and Roses s Cliffom Robertsonom, ki ga je predstavil Playhouse 90 2. oktobra 1958 (v filmski verziji sta namesto njiju nastopila Jack Lemmon in Lee Remick), in v Wintersetu, ki ga je Playhouse 90 predstavil leta 1959.
Nazaj v Hollywood jo je zvabila ponudba za sodelovanje s Paulom Newmanom v filmu The Hustler, ki je bil izdan leta 1961. Tam je igrala Newmanovo dekle Sarah Packard in za svojo igro prejela nominacijo za oskarja za najboljšo igralko. Po tem filmu kljub temu ni dobila ponudb za pomembnejše filmske vloge, zato sta se z možem preselila v New York. Leta 1964 se je pojavila v dveh medicinskih dramah: kot Alicia Carter v epizodi My Door Is Locked and Bolted serije The Eleventh Hour in kot Alice Marin v epizodi The Summer House serije Breaking Point. Leta 1965 je igrala v oživitvi broadwayske predstave The Glass Menagerie Tennesseeja Williamsa. Ob njej so igrali Maureen Stapleton, Pat Hingle in George Grizzard.
Nato ni nastopila v nobenem celovečercu vse do vloge Margaret White v grozljivki Carrie iz leta 1976. Za to vlogo je prejela nominacijo za oskarja za najboljšo igralko v stranski vlogi, kar je skupaj s komercialnim uspehom filma ponovno zagnalo njeno kariero. Njena soigralka Sissy Spacek je pohvalila njeno igralsko spretnost: »Je izjemna igralka. Nikoli ne naredi tistega, kar od nje pričakuješ – vedno te preseneti s svojim pristopom k prizoru.«
Leta 1979 je igrala Mary Horton v avstralskem filmu Tim ob Melu Gibsonu. Po ločitvi leta 1981 se je preselila nazaj v Kalifornijo. Za upodobitev gospe Norman v filmu Children of a Lesser God leta 1986 je prejela tretjo nominacijo za oskarja. Istega leta je prejela nagrado emmy za vlogo v televizijskem filmu Promise, kjer je igrala skupaj z Jamesom Garnerjem in Jamesom Woodsom. Leta 1992 je imela glavno vlogo v nebroadwayski produkciji The Destiny of Me. Leta 2002 se je vrnila na Broadway za oživitev predstave Paula Osborna Morning's at Seven v Lincoln Centru. Ob njej so igrali Julie Hagerty, Buck Henry, Frances Sternhagen in Estelle Parsons.
V letih 1990 in 1991 je igrala zvijačno Catherine Martell v televizijski seriji Davida Lyncha Twin Peaks. Nastopila je tudi v filmu Other People's Money iz leta 1991, kjer je ob njej igral tudi Gregory Peck, in v prvem ameriškem filmu mojstra grozljivk Daria Argenta Trauma (1993). Igrala je tudi mamo lika, ki ga je upodobil George Clooney v seriji Urgenca. Leta 1997 se je pojavila v filmu A Christmas Memory ob Patty Duke, leto pozneje pa v znanstvenofantastičnem trilerju The Faculty. Gostovala je tudi v televizijskih serijah Frasier, Matlock, State of Grace in Will & Grace. Pojavila se je tudi v seriji Pod lupo pravice in leta 2001 v epizodi Care serije Law & Order: Special Victims Unit, kjer je igrala posvojiteljico in rejnico, ki je ubila svojo vnukinjo rejenko in zlorabljala posvojenega sina in vnuke rejence.
Na velika platna se je vrnila s filmoma Eulogy (2004) in The Dead Girl (2006) ob igralki Toni Collette. Leta 2010 je igrala mamo Rainna Wilsona v filmu Hesher, leta 2018 pa je imela stransko vlogo babice naslovnega junaka v filmu White Boy Rick.

## Zasebno življenje
Piper Laurie je bila poročena s piscem za področje zabave časopisa New York Herald Tribune in filmskim kritikom Wall Street Journala Joejem Morgensternom. Spoznala sta se kmalu po izidu filma The Hustler leta 1961, ko jo je Morgenstern intervjuval med promocijo filma. Kmalu sta začela zvezo in se devet mesecev po intervjuju 21. januarja 1961 poročila. Ker po tem filmu ni dobila pomembnejših vlog, sta se preselila v Woodstock v New Yorku. Leta 1971 sta posvojila hčerko Anne Grace Morgenstern. Leta 1982 sta se ločila, po tem pa se je ona preselila v okolico Hollywooda in nadaljevala z delom na filmu in televiziji. Pred tem zakonom je hodila tudi z igralcem in poznejšim predsednikom ZDA Ronaldom Reaganom.
Leta 1962 je prejela priznanje Harvard's Hasty Pudding Woman of the Year, leta 2000 pa nagrado Spirit of Hope za svoje delo med korejsko vojno. Leta 2014 se je pojavila na Mid-Atlantic Nostalgia Convention v Hunt Valleyju v Marylandu.
Piper Laurie je bila tudi kiparka, ki je ustvarjala skulpture iz marmorja ter gline in razstavljala svoja dela.

### Smrt
Po krajši bolezni je umrla 14. oktobra 2023 v Los Angelesu v starosti 91 let.

## Nagrade
Piper Laurie je bila trikrat nominirana za oskarja za nastope v filmih The Hustler (1961), Carrie (1976) in Children of a Lesser God (1986). Prejela je nagrado emmy za najboljšo igralko v stranski vlogi za nastop v televizijskem filmu Promise iz leta 1986, kjer je nastopila ob Jamesu Garnerju in Jamesu Woodsu. Leta 1991 je prejela zlati globus za najboljšo igralko v stranski vlogi za serijo Twin Peaks. Ob tem je prejela še več nominacij za emmy, med drugim za vlogo Magde Goebbels v filmu The Bunker (v njem je Hitlerja upodobil Anthony Hopkins) in za vlogo v miniseriji Pesem ptic trnovk. Prejela je tudi dve nominaciji za vlogo v seriji Twin Peaks, kjer je bila Catherine Martell, in nominacijo za manjšo gostujočo vlogo v seriji Frasier.

## Filmografija

### Film
| Leto | Naslov                         | Vloga                       | Opombe |
| ---- | ------------------------------ | --------------------------- | --- |
| 1950 | Louisa                         | Cathy Norton                | |
| 1950 | The Milkman                    | Chris Abbott                | |
| 1951 | Francis Goes to the Races      | Frances Travers             | |
| 1951 | The Prince Who Was a Thief     | Tina                        | |
| 1952 | No Room for the Groom          | Lee Kingshead               | |
| 1952 | Has Anybody Seen My Gal?       | Millicent Blaisdell         | |
| 1952 | Son of Ali Baba                | Princesa Azura feška / Kiki | |
| 1953 | The Mississippi Gambler        | Angelique "Leia" Dureau     | |
| 1953 | The Golden Blade               | Khairuzan                   | |
| 1954 | Dangerous Mission              | Louise Graham               | |
| 1954 | Johnny Dark                    | Liz Fielding                | |
| 1954 | Dawn at Socorro                | Rannah Hayes                | |
| 1955 | Smoke Signal                   | Laura Evans                 | |
| 1955 | Ain't Misbehavin'              | Sarah Bernhardt Hatfield    | |
| 1957 | Kelly and Me                   | Mina Van Runkel             | |
| 1957 | Until They Sail                | Delia Leslie Friskett       | |
| 1961 | The Hustler                    | Sarah Packard               | nominirana za oskarja za najboljšo igralko nominirana za nagrado BAFTA za najboljšo igralko nominirana za nagrado Laurel za najboljšo igralko (2. mesto) nominirana za nagrado Newyorškega združenja filmskih kritikov za najboljšo igralko (3. mesto) |
| 1976 | Carrie                         | Margaret White              | nominirana za oskarja za najboljšo igralko v stranski vlogi nominirana za zlati globus za najboljšo igralko v stranski vlogi |
| 1977 | Ruby                           | Ruby Claire                 | |
| 1979 | Tim                            | Mary Horton                 | |
| 1985 | Return to Oz                   | teta Em                     | |
| 1986 | Children of a Lesser God       | Mrs. Willa Norman           | nominirana za oskarja za najboljšo igralko v stranski vlogi |
| 1988 | Appointment with Death         | Emily Boynton               | |
| 1988 | Tiger Warsaw                   | Frances Warsaw              | |
| 1989 | Dream a Little Dream           | Gena Ettinger               | |
| 1991 | Other People's Money           | Bea Sullivan                | |
| 1992 | Storyville                     | Constance Fowler            | |
| 1992 | Twin Peaks: Ogenj hodi z menoj | Catherine Martell           | scena izločena iz končne verzije filma |
| 1992 | Rich in Love                   | Vera Delmage                | |
| 1993 | Trauma                         | Adriana Petrescu            | |
| 1993 | Wrestling Ernest Hemingway     | Georgia                     | |
| 1995 | The Grass Harp                 | Dolly Talbo                 | nagrada Jugovzhodnega združenja filmskih kritikov za najboljšo igralko v stranski vlogi |
| 1995 | The Crossing Guard             | Helen Booth                 | |
| 1998 | The Faculty                    | gospa Olson                 | |
| 2004 | Eulogy                         | Charlotte Collins           | |
| 2006 | The Dead Girl                  | Ardenova mama               | |
| 2007 | Hounddog                       | Grammie                     | |
| 2009 | Saving Grace B. Jones          | Marta Shank                 | |
| 2010 | Hesher                         | Madeleine Forney            | |
| 2010 | Another Harvest Moon           | June                        | |
| 2012 | Bad Blood                      | Milly Lathtrop              | |
| 2018 | Snapshots                      | Rose Muller                 | |
| 2018 | White Boy Rick                 | Vera Wershe                 | |

### Televizija
| Leto      | Naslov                                 | Vloga                                                              | Opombe |
| --------- | -------------------------------------- | ------------------------------------------------------------------ | --- |
| 1955      | The Best of Broadway                   | Billie Moore                                                       | epizoda: "Broadway" |
| 1955      | Robert Montgomery Presents             | Stacey Spender                                                     | epizoda: "Quality Town" |
| 1956      | Front Row Center                       | Judy Jones                                                         | epizoda: "Winter Dreams" |
| 1956–1961 | General Electric Theater               | različne                                                           | 3 epizode |
| 1957      | Studio One                             | Ruth Cornelius                                                     | epizoda: "The Deaf Heart" |
| 1957      | Playhouse 90                           | Ruth McAdam                                                        | epizoda: "The Ninth Day" |
| 1958      | Playhouse 90                           | Kirsten Arnesen Clay                                               | epizoda: Days of Wine and Roses" |
| 1959      | Westinghouse Desilu Playhouse          | Eileen Gorman                                                      | epizoda: "The Innocent Assassin" |
| 1960–1963 | The United States Steel Hour           | Edna Cartey                                                        | 2 epizodi |
| 1963      | Naked City                             | Mary Highmark                                                      | epizoda: "Howard Running Bear Is a Turtle" |
| 1963      | Bob Hope Presents the Chrysler Theatre | Lee Wiley                                                          | epizoda: "Something About Lee Wiley" |
| 1963      | Ben Casey                              | Kathleen Dooley                                                    | epizoda: "Light Up the Dark Corners" |
| 1964      | The Eleventh Hour                      | Alicia Carter                                                      | epizoda: "My Door Is Locked and Bolted" |
| 1964      | Breaking Point                         | Alice Marin                                                        | epizoda: "The Summer House" |
| 1977      | In the Matter of Karen Ann Quinlan     | Julie Quinlan                                                      | televizijski film |
| 1978      | Rainbow                                | Ethel Gumm                                                         | televizijski film |
| 1980      | Skag                                   | Jo Skagska                                                         | 6 epizod |
| 1981      | The Bunker                             | Magda Goebbels                                                     | televizijski film |
| 1982      | Mae West                               | Matilda West                                                       | televizijski film |
| 1983      | Pesem ptic trnovk                      | Anne Mueller                                                       | 3 epizode nominirana za zlati globus za najboljšo igralko v stranski vlogi nominirana za emmyja za najboljšo igralko v stranski vlogi v miniseriji ali filmu |
| 1983      | St. Elsewhere                          | Fran Singleton                                                     | 3 epizode nominirana za emmyja za najboljšo igralko v stranski vlogi v drami |
| 1985      | Hotel                                  | Jessica                                                            | epizoda: "Illusions" |
| 1985      | Murder, She Wrote                      | Peggy Shannon                                                      | epizoda: "Murder at the Oasis" |
| 1985      | Tender Is the Night                    | Elsie Speers                                                       | epizoda: "1925" |
| 1985      | Love, Mary                             | Christine Groda                                                    | televizijski film |
| 1985      | Toughlove                              | Darlene Marsh                                                      | televizijski film |
| 1985–1986 | The Twilight Zone                      | teta Neva                                                          | segment: "The Burning Man" |
| 1985–1986 | The Twilight Zone                      | Gramma (glas)                                                      | segment: "Gramma" (nenapisana) |
| 1986      | Matlock                                | Claire Leigh                                                       | epizoda: "The Judge" |
| 1986      | Promise                                | Annie Gilbert                                                      | televizijski film emmy za najboljšo igralko v stranski vlogi v miniseriji ali filmu nominirana za zlati globus za najboljšo igralko v stranski vlogi v miniseriji ali televizijskem filmu                                                                              |
| 1988      | Go Toward the Light                    | Margo                                                              | televizijski film |
| 1989      | Beauty and the Beast                   | Mrs. Davis                                                         | epizoda: "A Gentle Rain" |
| 1990–1991 | Twin Peaks                             | Catherine Martell / gospod Tojamura (napisano kot Fumio Yamaguchi) | 27 epizod zlati globus za najboljšo igralko v stranski vlogi v seriji, miniseriji ali televizijskem filmu nominirana za emmyja za najboljšo igralko v drami nominirana za emmyja za najboljšo igralko v stranski vlogi v drami nominirana za nagrado Soap Opera Digest |
| 1993      | Lies and Lullabies                     | Margaret Kinsey                                                    | televizijski film |
| 1994      | Traps                                  | Cora Trapchek                                                      | 5 epizod |
| 1994      | Frasier                                | Marianne (glas)                                                    | epizoda: "Guess Who's Coming to Breakfast" |
| 1994      | Shadows of Desire                      | Ellis Snow                                                         | televizijski film |
| 1995      | Fighting For My Daughter               | sodnica Edna Burton                                                | televizijski film |
| 1995–1996 | Urgenca                                | Sarah Ross                                                         | 2 epizodi |
| 1996      | Diagnosis: Murder                      | Susan Turner                                                       | epizoda: "The ABC's of Murder" |
| 1997      | Intensity                              | Miriam Braynard                                                    | televizijski film |
| 1997      | Touched by an Angel                    | Annie Doyle                                                        | epizoda: "Venice" |
| 1997      | A Christmas Memory                     | Jennie                                                             | televizijski film |
| 1999      | Brother's Keeper                       | Jane Waide                                                         | epizoda: "Everybody Says I Love You" |
| 1999      | Frasier                                | gospa Mulhern                                                      | epizoda: "Dr. Nora" nominirana za emmyja za najboljšo gostujočo igralko v komediji |
| 1999      | Inherit the Wind                       | Sarah Brady                                                        | televizijski film |
| 2000      | Will & Grace                           | Sharon                                                             | epizoda: "There But for the Grace of Grace" |
| 2000      | Possessed                              | teta Hanna                                                         | televizijski film |
| 2001      | Midwives                               | Cheryl Visco                                                       | televizijski film |
| 2001      | The Last Brickmaker in America         | Ruth Anne                                                          | televizijski film |
| 2001      | Law & Order: Special Victims Unit      | Dorothy Rudd                                                       | epizoda: "Care" |
| 2002      | State of Grace                         | teta Sophie                                                        | epizoda: "Where the Boys Are" |
| 2004      | Dead Like Me                           | Nina Rommey                                                        | epizoda: "Forget Me Not" |
| 2005      | Pod lupo pravice                       | Rose 2005                                                          | epizoda: "Best Friends" |
| 2018      | MacGyver                               | Edith                                                              | epizoda: "Skyscraper - Power" |
| 2022-2023 | Around the Sun                         | Babica/Alien Maude                                                 | radijska igra |